# Lophocampa debilis
Lophocampa debilis là một loài bướm đêm thuộc phân họ Arctiinae, họ Erebidae.